# Radio Colonia
CW1 Radio Colonia es una emisora de radio uruguaya que emite desde Colonia del Sacramento, en AM 550 kHz.

## Historia
Fue fundada en 1933 con el nombre de Radio Popular, y tomó su actual denominación en 1940.

## Cobertura
A pesar de ser una emisora uruguaya, toda su programación está orientada al público argentino. La excelente recepción que tiene Radio Colonia en todo Buenos Aires la hacen pasar como una emisora argentina más. En particular, en varios períodos la radio emitía noticias políticas eludiendo la censura del gobierno argentino.
Actualmente, la radio destina gran parte de su programación a producciones independientes de todo tipo, desde programas periodísticos y deportivos hasta musicales.